# Rikihiro Sugiyama
Rikihiro Sugiyama (杉山 力裕?, Sugiyama Rikihiro; Shizuoka, 1º maggio 1987) è un ex calciatore giapponese, di ruolo portiere.